# MAL Magyar Alumínium Termelő és Kereskedelmi Zrt.

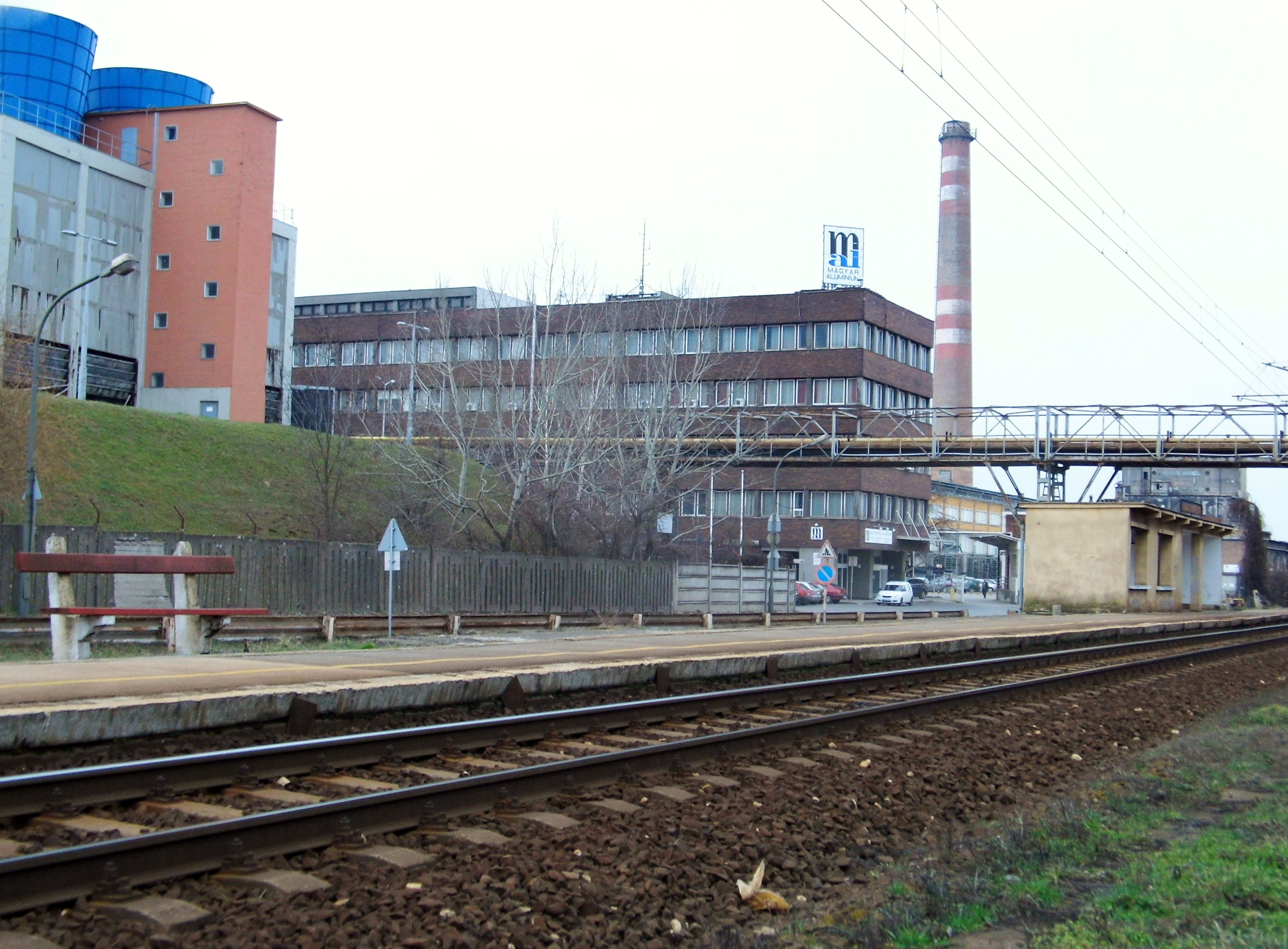
Werksgelände im März 2015

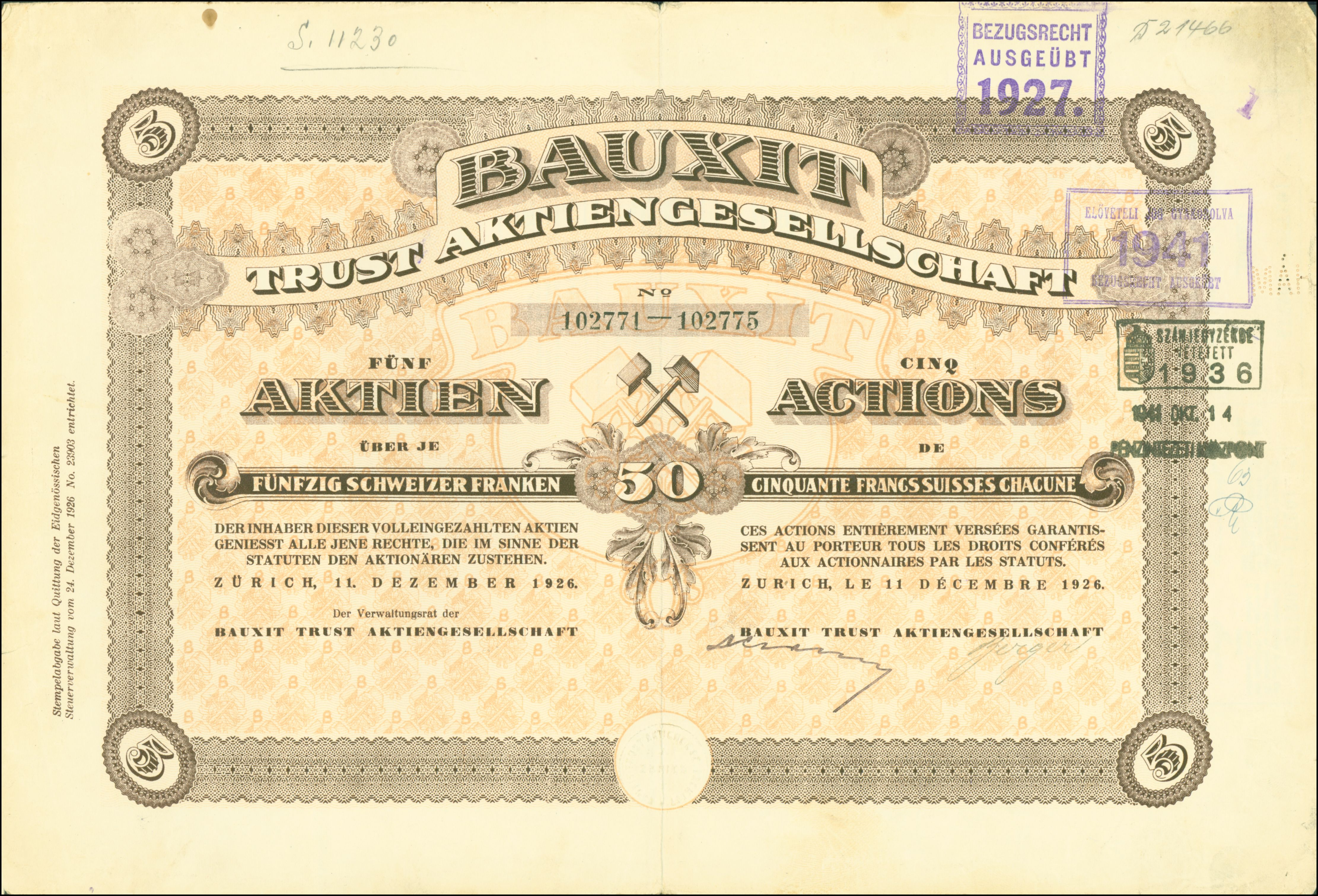
Sammelaktie der Bauxit Trust AG über 5 × 50 Franken der Bauxit Trust AG vom 11. Dezember 1926

Magyar Alumínium (MAL), vollständiger Name MAL Magyar Alumínium Termelő és Kereskedelmi Zrt., deutsch: Ungarische Aluminium Produktions und Handels AG (MAL AG), ist eine ungarische Aktiengesellschaft mit Hauptsitz in Ajka im Komitat Veszprém nördlich des Balaton. Das Unternehmen gehörte zu 100 % zwei ungarischen Investoren und wurde am 12. Oktober 2010 vom ungarischen Parlament verstaatlicht.

## Geschichte
Die ungarische Aluminiumerzproduktion begann 1917 mit der Aluminiumerz Bergbau und Industrie AG, welche nach dem Ersten Weltkrieg die ehemaligen ausländischen Anlagen und Unternehmen mit Sitzen in Fiume (Rijeka), Triest, Bukarest und Zagreb übernahm. Für die Führung der Tätigkeit der ungarischen und ausländischen Gesellschaften wurde das Unternehmen Bauxit Trust AG Holding in Zürich gegründet. Gegen Ende der 1920er Jahre war dieser Konzern, welcher sich in den Händen deutscher Unternehmen befand, eines der größten Bauxitunternehmen der Welt.
Die Tonerdefabrik Ajka wurde 1943 gegründet, um das einheimische Bauxitvorkommen zu fördern und verarbeiten. Die Verarbeitung des Bauxits erfolgt nach dem Bayer-Verfahren. Zusätzlich werden dort durch die ALU-FÉM Division auch Aluminium-Gusslegierungen u. a. aus geschmolzenem Aluminiumschrott- und abfall hergestellt.
1946 wurden sämtliche Akten der ehemaligen deutschen Unternehmen in Ungarn in die Sowjetunion gebracht. Aus der bestehenden ungarischen Bauxitindustrie entstand die Ungarisch-Sowjetische Bauxit-Aluminium AG. Der Bauxitbergbau und seine Aufarbeitungsindustrie spielten in der ungarischen Industrie nach 1945 eine besondere Rolle. Daher wurde das Bakonyer Bauxitbergbauunternehmen, die Lehmerdefabrik und Aluminiumhütte in Ajka, die Lehmerdefabrik in Almásfűzitő und zur staatlichen Ungarischen Aluminiumindustrie zusammengefasst.
Entstanden ist das Unternehmen Magyar Alumínium AG 1995 im Rahmen der Privatisierung der ungarischen Aluminiumindustrie. Ungarische Privatinvestoren unter Führung von Zoltán Bakonyi übernahmen die damaligen staatlichen Unternehmen Bakonyer Bauxitbergbau, Ajkaer Tonerdefabrik sowie die Inotaer Aluminiumhütte, fügten sie in die neugegründete Gesellschaft ein und wandelten diese in eine Aktiengesellschaft um. Die gesamte Gesellschaft ist nach ISO 9001, und weitere Qualitätsmanagementnormen wie der ISO 14001 zertifiziert.
Zur weiteren Verstärkung der Vertriebsstrukturen wurde 1997/98 das Unternehmen umstrukturiert, in mehrere Divisionen unterteilt und u. a. die MAL-Product S.R.L. in Rumänien und eine Handels GmbH (MAL-Deutschland GmbH) in Deutschland, gemeinsam mit der Firma Metallwerke Kloß GmbH in Renningen gegründet (heute MWK Renningen GmbH – ein Unternehmen der Georgsmarienhütte Holding GmbH). 2001 wurden die Mehrheitsanteile der slowenischen Firma SILKEM d.o.o, welche verschiedene synthetische Zeolithe und gemahlene Tonerdeprodukte herstellt, gekauft. Weiterhin wurde im Juni 2004 das Mehrheitseigentum des bosnischen Bauxitbergwerkes Rudnici Boksita Jajceerworben. Per 31. Januar 2006 wurde die Inotaer Aluminiumhütte stillgelegt und zeitgleich dort zwei  Hochöfen zur Schrottschmelze in Betrieb genommen. Am 1. Juni 2007 wurden diese Produktionskapazitäten für  Aluminium-Halbzeugen in Inota an die Firma INOTAL Aluminiumverarbeitungs GmbH verkauft.
70–75 % der gesamten Produktion gehen als Exporte in die westeuropäischen Länder. Als eines von wenigen Unternehmen weltweit, produziert die MAL AG in Ajka auch sehr reines  Gallium und betreibt die einzige Aluminium-Elektrolyse in Ungarn.

## Kolontár-Dammbruch

Der Kolontár-Dammbruch bei Ajka, 4. Oktober 2010

Nationale und Internationale Aufmerksamkeit erregte das Unternehmen am 4. Oktober 2010, als der Speicherdamm des Deponiebeckens zur Lagerung von Rotschlamm der Aluminiumoxidfabrik Ajkai Timföldgyár brach und schätzungsweise 600.000 bis 1,1 Millionen Kubikmeter des ätzenden und schwermetallhaltigen Schlamms austraten. Der Schlamm gelangte in den Hochwasser führenden Bach Torna und überflutete auch die entlang des Baches gelegenen Gemeinden Kolontár, Devecser, Somlóvásárhely, Tüskevár, Apácatorna und Kisberzseny.
Bei diesem Becken handelt es sich um eines von derzeit acht besonders gefährdeten Haltebecken, in denen laut Auskunft des WWF Ungarn rund 55 Millionen Kubikmeter Rotschlamm gelagert werden. Unter anderem werden in einer weiteren Rotschlammdeponie bei Almásfüzit, zwischen Győr und Budapest, allein dort etwa 12 Millionen Tonnen Giftschlamm aufbewahrt.
Bereits vor Jahren wurde im Rahmen der Privatisierung von ungarischen Umweltschutzorganisationen auf die schwachen Vereinbarungen zu Unternehmens-Verantwortungen im Falle eines Unfalles hingewiesen.
Greenpeace forderte von den beiden Werksbesitzern die vollständige Haftung für die Folgen des Unglücks. Seitens des Unternehmens wurde die vollständige Übernahme aller Kosten des Unfalls zugesagt. Der hierzu bisher in Aussicht gestellten Entschädigung von 110.000 Euro steht ein geschätztes Vermögen der beiden Eigentümer Zoltán und Árpád Bakonyi von geschätzten 145 Mio. Euro gegenüber, mit dem sie zu den dreißig reichsten Ungarn zählen.